# Hvoyna Cove
Die Hvoyna Cove (englisch; bulgarisch залив Хвойна saliw Chwojna) ist eine 1 km lange und 1,7 km breite Bucht an der Davis-Küste des Grahamlands auf der Antarktischen Halbinsel. Als Nebenbucht der Jordanoff Bay liegt sie zwischen dem Wennersgaard Point und dem Kamenar Point.
Deutsche und britische Wissenschaftler kartierten sie 1996 gemeinsam. Die bulgarische Kommission für Antarktische Geographische Namen benannte sie 2016 nach der Ortschaft Chwojna im Süden Bulgariens.